# Forst (Skovbrug)
 For alternative betydninger, se Forst. (Se også artikler, som begynder med Forst)
Forst er en forstavelse der bruges til at betegne at noget er "vedrørende skovbrug" og svarer til tysk forst, men ordet er også beslægtet med engelsk forest eller fransk forêt. Ordets oprindelse er ikke fuldt klarlagt men kan f.eks. stamme fra det oldgermanske ord "furha" (Fyr, som norsk furu) eller romansk "forestis".
Forekommer f.eks. i
- Forstlig
- Forstvæsen
- Forstkandidat